# Narita
Narita (成田市; -shi) é uma cidade japonesa localizada na província de Chiba.

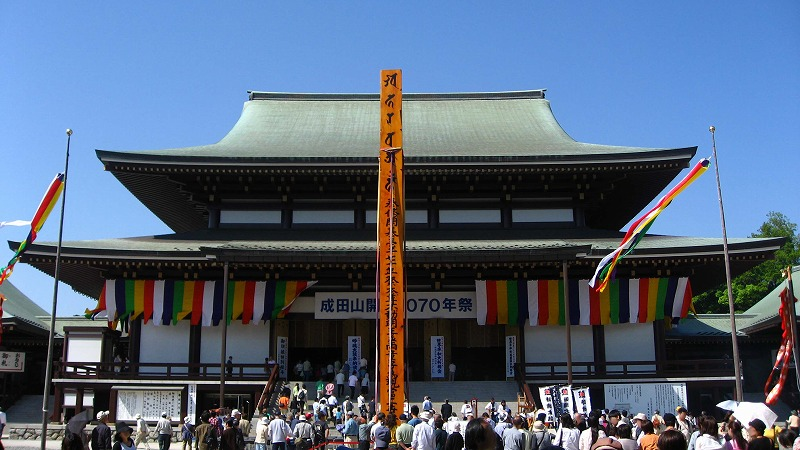
Narita-san

Em 2003 a cidade tinha uma população estimada em 98 296 habitantes e uma densidade populacional de 748,81 h/km². Tem uma área total de 131,27 km².
Recebeu o estatuto de cidade a 31 de Março de 1954.
O Aeroporto Internacional de Narita, que serve Tóquio, localiza-se nesta cidade.

## Cidades-irmãs
- San Bruno, EUA
- Incheon, Coreia do Sul
- Jeongeup, Coreia do Sul
- Xianyang, China
- Næstved, Dinamarca